# Džepni bojni brod Admiral Scheer
Admiral Scheer bila je teška krstarica klase Deutschland (prema ratnom brodu Deutschland) koja se nalazila u naoružanju Njemačke ratne mornarice neposredno prije i tijekom Drugog svjetskog rata. Brod je u Njemačkoj ratnoj mornarici bio klasificiran kao oklopnjača, ali su Britanci za ovu klasu brodova koristili naziv džepni bojni brod.
Brod je dobio ime po admiralu Reinhardu Scheeru. Porinut je 1933. godine, a potopljen je 9. travnja - 10. travnja 1945.